# Joost van den Vondel
Joost van den Vondel (Colónia, 17 de novembro de 1587 – Amesterdão, 5 de fevereiro de 1679) dramaturgo e poeta neerlandês, o mais célebre do século de ouro holandês.

## Biografia
Vondel nasceu na rua Grosse Witschgasse em Colónia numa família de menonitas procedente de Amberes. Em 1595, a família fugiu de Colónia para Utrecht, provavelmente devido às suas convicções religiosas. Posteriormente mudaram-se para Amesterdão.
Aos 23 anos casou com Mayken de Wolff, com quem teve 4 filhos[carece de fontes?], dos quais dois morreram muito pequenos. Após a morte do seu pai em 1608, Vondel herdou o negócio familiar baseado numa loja de sedas.
Aprendeu latim e contactou com poetas holandeses célebres como Roemer Visscher, afamado poeta. Até 1641 converteu-se ao catolicismo; as razões da sua conversão não são claras mas ficou famoso por advogar a liberdade religiosa e é considerado como um dos maiores defensores da tolerância religiosa.
É considerado geralmente como «o príncipe das letras neerlandesas». Os Países Baixos então estavam a iniciar uma longa época de prosperidade económica e florescimento cultural, e em particular Amesterdão, como centro comercial e financeiro da Europa Ocidental.
Em sua homenagem um grande parque de Amesterdão tem o seu nome: o Vondelpark.

### Obra

#### Poesia
- Den Gulden Winckel der Konstlievende Nederlanders (1613)
- Hymnus ofte Lofgesangh over de wijdberoemde scheepvaert der Vereenigde *Nederlanden (1613)
- Vorstelijcke warande der dieren (1617)
- Op de jongste Hollantsche Transformatie (1618)
- De Helden Godes (1620)
- Het lof der zeevaert (1623)
- Geboortklock van Willem van Nassau (1626)
- Bruyloftbed van P.C. Hooft en Helionora Hellemans (1627)
- Rommelpot van 't Hane-kot (1627)
- Verovering van Grol door Frederick Henrick, Prince van Oranje (1627)
- De Rynstroom (1630)
- Roskam (1630)
- Harpoen (1630)
- Een otter in 't bolwerck (1630)
- Geuse-vesper (1631)
- Decretum horribile (1631)
- Op Huygh de Groots verlossing (1632)
- Inwying der doorluchtige Schoole t'Amsterdam (1632)
- Kinderlijck (1632)
- Uitvaert van mijn dochterken (1633)
- Lyckklaght aan het Vrouwekoor, over het verlies van mijn ega (1635)
- Brieven der Heilige Maeghden, Martelaressen (1642)
- Aen de Beurs van Amsterdam (1643)
- J.J. Vondels Verscheide Gedichten (1644)
- Altaergeheimenissen (1645)
- Poezy (verzamelbundel) (1650)
- Inwijdinge van 't Stadhuis t'Amsterdam (1655)
- Het stockske van Joan van Oldenbarnevelt (1657)
- Zeemagazyn (1658)
- Wildzang (1660)
- Toneelschilt oft Pleitrede voor het toneelrecht (1661)
- Bespiegelingen van Godt en Godtsdienst (1662)
- Joannes de Boetgezant (1663)
- De Heerlijckheid der Kercke (1663)
- Uitvaert van Maria van den Vondel (1668)

#### Dramas
- Het Pascha ofte de Verlossing Israels uit Egypten  (1610)
- Hiërusalem verwoest  (1620)
- Palamedes of Vermoorde Onnooselheijd  (1625)
- De Amsteldamse Hecuba  (1626)
- Jozef of Sofompaneas (1635)
- Gijsbrecht van Aemstel (1637)
- Maeghden (1639)
- Gebroeders (1640)
- Joseph in Dothan (1640)
- Joseph in Egypten (1640)
- Peter en Pauwels (1641)
- Maria Stuart of Gemartelde Majesteit (1646)
- Leeuwendalers, lantspel (1647)
- Salomon (1648)
- Lucifer  (1654)
- Salmoneus (1657)
- Jeptha of Offerbelofte (1659)
- David in Ballingschap (1660)
- David hersteld (1660)
- Samson of Heilige wraak (1660)
- Adonias of Rampsalighe kroonzucht (1661)
- Batavische gebroeders of Onderdruckte vryheit (1663)
- Faëton of Reuckeloze stoutheit (1663)
- Adam in Ballingschap of Aller treurspelen Treurspel (1664)
- Zunchin of Ondergang der Sineesche heerschappije (1667)
- Noah of Ondergang der eerste wereld (1667)